# 人民广场 (萧山区)
人民广场是位于杭州市萧山区人民政府南大门前面的一个大型广场，东临市心中路，南靠金城路，西临电信综合大楼。1999年6月22日开工，同年12月20日完工。东西长400米，南北均宽150米，占地面积约6万平方米，其中绿化面积37140平米，总体以中轴对称形式布置。它是萧山面积最大、设施最完善的广场绿地。
杭州地铁2号线与5号线在此设人民广场站。

## 图片
- 建设纪录碑文
- 区政府
- 广场与萧山开元名都大酒店